# Bloedhond (Harry Potter)
Bloedhond (Engels: Snatcher) is een begrip dat voorkomt in de Harry Potter-boeken van J.K. Rowling.
Een Bloedhond is een tovenaar of heks die geld probeert te verdienen door het vangen van Dreuzeltelgen en bloedverraders. De groep Bloedhonden werd in de toverwereld gevormd door Heer Voldemort, wanneer hij in de zomer van 1997 (Tijdens de Tweede Tovenaarsoorlog) het Ministerie van Toverkunst in handen heeft gekregen.
In Harry Potter en de Relieken van de Dood worden Harry Potter, Ron Wemel en Hermelien Griffel gevangengenomen door de Bloedhonden en naar Villa Malfidus overgebracht.